# Cendron
Cendron est un hameau du village et commune belge de Momignies située en Région wallonne dans la province de Hainaut.

## Géographie
Cendron est bordé au sud par Wartoise, un affluent de l’Oise, qui y coule parallèlement à la frontière française se trouvant cent mètres plus au sud.

## Histoire récente
Lors de la Seconde Guerre mondiale, c'est par le hameau de Cendron que, dans la matinée du 2 septembre 1944, les troupes américaines de la 1re armée américaine entrent en Belgique lors de la grande offensive pour la Libération de la Belgique et des Pays-Bas. Les premiers combats ont lieu un peu plus au Nord, à Monceau-Imbrechies et Macon, en fin de matinée de ce même jour. Le Musée 1940-1944 Lieutenant Cook, situé à Monceau-Imbrechies commémore cet épisode de la seconde Guerre Mondiale. Forge-Philippe est donc le premier village belge qui fut libéré de l'occupation allemande.